# Variável Órion
Uma variável Órion é uma estrela variável que exibe variações irregulares e eruptivas em sua luminosidade e é tipicamente associada a nebulosas difusas. Acredita-se que essas sejam estrelas jovens em via de se tornarem regulares na sequência principal. As variações de brilho podem chegar a várias magnitudes.
Estrelas T Tauri são variáveis Órion que exibem linhas de emissão violeta fluorescente características de átomos de ferro (Fe II) individuais em seus espectros estelares, e também emissão de lítio, um metal que é geralmente destruído pela fusão nuclear nas estrelas.
Estrelas Fu Orionis ou abreviadamente "Fuors", são variáveis Órion cujo brilho aumenta em 5-6 magnitudes, diminuindo para uma magnitude e assim permanecendo por décadas. O protótipo dessa classe é FU Orionis, e outros exemplos incluem V1057 Cygni e V1515 Cygni.
Nessa diversa classe de estrelas, algumas variáveis Órion podem exibir uma pequena amplitude (acima de 1 magnitude) na variação periódica, algumas são caracterizadas por uma diminuição no brilho abrupta, e outras exibem características espectrais indicando influxo de massa para a estrela (estrelas YY Orionis). Muitas dessas características podem ocorrer em qualquer variável Órion.